# USS Mason (DD-191)
USS Mason (DD-191) là một tàu khu trục lớp Clemson được Hải quân Hoa Kỳ chế tạo vào cuối Chiến tranh Thế giới thứ nhất, trong Chiến tranh Thế giới thứ Hai được chuyển cho Hải quân Hoàng gia Anh Quốc như là chiếc HMS Broadwater (H81) cho đến khi bị tàu ngầm U-boat U-101 đánh chìm vào năm 1941. Nó là chiếc tàu chiến duy nhất của Hải quân Hoa Kỳ được đặt tên theo Bộ trưởng Hải quân John Y. Mason (1799-1859).

## Thiết kế và chế tạo
Mason được đặt lườn vào ngày 10 tháng 7 năm 1918 tại xưởng tàu của hãng Newport News Shipbuilding & Dry Dock Company ở Newport News, Virginia. Nó được hạ thủy vào ngày 8 tháng 3 năm 1918, được đỡ đầu bởi cô Mary Mason Williams, chắt của Bộ trưởng Mason; và được đưa ra hoạt động tại Xưởng hải quân Norfolk vào ngày 28 tháng 2 năm 1920 dưới quyền chỉ huy tạm thời của Đại úy Hải quân Carl F. Holden, cho đến khi Hạm trưởng, Thiếu tá Hải quân Hartwell C. Davis, tiếp nhận quyền chỉ huy vào ngày 8 tháng 3.

## Lịch sử hoạt động

### USSMason
Sau khi chạy thử máy ngoài khơi Norfolk, Virginia, Mason hoạt động dọc theo vùng bờ Đông Hoa Kỳ trong hai năm tiếp theo; nó được mang ký hiệu lườn DD-191 vào ngày 17 tháng 7 năm 1920, khi Hải quân Hoa Kỳ áp dụng việc đánh số ký hiệu lườn tàu. Do kết quả của Hiệp ước Hải quân Washington ký kết vào ngày 6 tháng 2 năm 1922, chiếc tàu khu trục đi đến Philadelphia, Pennsylvania, nơi nó được cho xuất biên chế tại Xưởng hải quân Philadelphia vào ngày 3 tháng 7 năm 1922.
Sau khi Chiến tranh Thế giới thứ hai nổ ra tại Châu Âu, Mason được cho nhập biên chế trở lại vào ngày 4 tháng 12 năm 1939. Theo Thỏa thuận đổi tàu khu trục lấy căn cứ vào ngày 2 tháng 9 năm 1940, nó nằm trong số 50 tàu khu trục cũ được chuyển cho Anh Quốc để đổi lấy quyền thuê lại trong 99 năm các căn cứ chiến lược tại vùng Tây Bán Cầu. Nó đi đến Halifax, Nova Scotia vào ngày 2 tháng 10, được cho xuất biên chế vào ngày 8 tháng 10, và được chuyển cho Hải quân Hoàng gia Anh vào ngày hôm sau như là chiếc HMS Broadwater (H81).

### HMSBroadwater
Vào ngày 15 tháng 10, Broadwater rời Halifax để đi sang quần đảo Anh ngang qua St. John's, Newfoundland, đi đến River Clyde, Scotland, vào ngày 26 tháng 10 để hoạt động cùng Đội hộ tống 11 trực thuộc Bộ chỉ huy Tiếp cận phía Tây. Vào đầu năm 1941, nó hộ tống các đoàn tàu vận tải chở binh lính và hàng tiếp liệu quân sự vòng qua mũi Hảo Vọng để đi sang Trung Đông, và trải qua tháng 5 và tháng 6 tại Southampton, Anh.
Được phân về Lực lượng Hộ tống Newfoundland vào tháng 7, chiếc tàu khu trục tuần tra tại vùng Bắc Đại Tây Dương và bảo vệ các đoàn tàu vận tải chống lại các cuộc tấn công của "Bầy sói" (Wolfpack), tức hàng loạt tàu ngầm U-boat của Hải quân Đức vào mùa Thu năm đó. Được cho tách ra khỏi việc hộ tống Đoàn tàu TC 14 vào sáng ngày 17 tháng 10, nó tấn công một chiếc U-boat trong nhóm đang theo đuổi Đoàn tàu SC 48 hướng sang phía Đông ở cách 400 dặm (640 km) về phía Nam Iceland. Đêm hôm đó Broadwater trúng ngư lôi phóng từ tàu ngầm U-101, và bị đắm lúc 13 giờ 40 phút ngày 18 tháng 10 ở tọa độ 57°1′B 19°8′T / 57,017°B 19,133°T. Bốn sĩ quan và 40 thủy thủ đã thiệt mạng trong cuộc tấn công, bao gồm Trung úy Hải quân Dự bị John Stanley Parker, người Hoa Kỳ đầu tiên thiệt mạng trong chiến đấu đang khi phục vụ cùng Hải quân Hoàng gia.